# London Grand Prix 2017
London Grand Prix 2017, właśc. Müller Anniversary Games 2017 – mityng lekkoatletyczny, który odbył się 9 lipca na Stadionie Olimpijskim w Londynie. Zawody były dziewiątą odsłoną prestiżowej Diamentowej Ligi w sezonie 2017.

## Rezultaty

### Mężczyźni
| Konkurencja:               | 1. miejsce                                                                | Rezultat   | 2. miejsce                                                                      | Rezultat   | 3. miejsce                                                                      | Rezultat   |
| Bieg na 100 m              | Chijindu Ujah                                                             | 10,02      | James Dasaolu                                                                   | 10,06      | Isiah Young                                                                     | 10,07      |
| Bieg na 200 m              | Ameer Webb                                                                | 20,13      | Fred Kerley                                                                     | 20,24      | Isiah Young                                                                     | 20,24      |
| Bieg na 400 m              | Michael Cherry                                                            | 45,02      | Tony McQuay                                                                     | 45,29      | Dwayne Cowan                                                                    | 45,36 PB   |
| Bieg na 800 m              | Nijel Amos                                                                | 1:43,18 WL | Donavan Brazier                                                                 | 1:43,95    | Asbel Kiprop                                                                    | 1:44,43    |
| Bieg na 1500 m             | Chris O’Hare                                                              | 3:34,75    | Vincent Kibet                                                                   | 3:34,88    | Filip Ingebrigtsen                                                              | 3:34,91    |
| Bieg na 3000 m             | Mohamed Farah                                                             | 7:35,15    | Adel Mechaal                                                                    | 7:36,32    | Andrew Butchart                                                                 | 7:37,56 PB |
| Bieg na 110 m przez płotki | Aries Merritt                                                             | 13,09      | Milan Trajković                                                                 | 13,25 NR   | Shane Brathwaite                                                                | 13,27      |
| Bieg na 400 m przez płotki | Kerron Clement                                                            | 48,02      | Kyron McMaster                                                                  | 48,12      | Yasmani Copello                                                                 | 48,24      |
| Sztafeta 4 × 100 m         | Australia · Trae Williams · Tom Gamble · Nicholas Andrews · Alex Hartmann | 39,08      | Portugalia · Diogo Antunes · David Lima · Ricardo Pereira · Yazaldes Nascimento | 39,29      | Anglia · Andrew Robertson · Deji Tobais · Confidence Lawson · Emmanuel Stephens | 39,35      |
| Chód na milę               | Tom Bosworth                                                              | 5:31,08 PB | Diego García                                                                    | 5:34,95 PB | Perseus Karlström                                                               | 5:36,27 PB |
| Skok w dal                 | Jeff Henderson                                                            | 8,17       | Mike Hartfield                                                                  | 7,99       | Marquis Dendy                                                                   | 7,95       |
| Rzut dyskiem               | Daniel Ståhl                                                              | 66,73      | Fedrick Dacres                                                                  | 66,66      | Philip Milanov                                                                  | 66,65      |

### Kobiety
| Konkurencja:               | 1. miejsce          | Rezultat      | 2. miejsce            | Rezultat   | 3. miejsce        | Rezultat   |
| Bieg na 100 m              | Elaine Thompson     | 10,94         | Dafne Schippers       | 10,97      | Blessing Okagbare | 10,99      |
| Bieg na 400 m              | Allyson Felix       | 49,65 WL      | Courtney Okolo        | 50,29      | Shamier Little    | 50,40 PB   |
| Bieg na 800 m              | Charlene Lipsey     | 1:59,43       | Shelayna Oskan-Clarke | 1:59,82    | Hedda Hynne       | 1:59,87 PB |
| Bieg na 100 m przez płotki | Kendra Harrison     | 12,39         | Sally Pearson         | 12,48      | Sharika Nelvis    | 12,62      |
| Bieg na 400 m przez płotki | Janeive Russell     | 54,02         | Cassandra Tate        | 54,59      | Wenda Theron-Nel  | 54,73      |
| Bieg na milę               | Hellen Obiri        | 4:16,56 MR NR | Laura Muir            | 4:18,03 PB | Winny Chebet      | 4:19,55    |
| Skok wzwyż                 | Marija Łasickiene   | 2,00          | Vashti Cunningham     | 1,97       | Erika Kinsey      | 1,94       |
| Skok o tyczce              | Ekaterini Stefanidi | 4,81          | Nicole Büchler        | 4,73       | Michaela Meijer   | 4,65       |
| Skok w dal                 | Tianna Bartoletta   | 7,01 MR       | Ivana Španović        | 6,88       | Brooke Stratton   | 6,79       |
| Rzut oszczepem             | Barbora Špotáková   | 68,26 MR      | Sara Kolak            | 67,83      | Martina Ratej     | 64,85      |

## Wyniki reprezentantów Polski

### Mężczyźni
- bieg na 800 metrów: 6. Adam Kszczot – 1:45,21
- chód na milę: 4. Rafał Sikora – 5:49,63[c]; Jakub Jelonek DSQ
- skok w dal: 8. Tomasz Jaszczuk – 7,66
- rzut dyskiem: 4. Robert Urbanek – 64,51; Piotr Małachowski DNS

### Kobiety
- bieg na milę: 4. Angelika Cichocka – 4:19,58 NR

## Rekordy
Podczas mityngu ustanowiono 3 krajowe rekordy w kategorii seniorów:
| Zawodnik          | Reprezentacja | Konkurencja                     | Rezultat |
| ----------------- | ------------- | ------------------------------- | -------- |
| Hellen Obiri      | Kenia         | bieg na milę                    | 4:16,56  |
| Angelika Cichocka | Polska        | bieg na milę                    | 4:19,58  |
| Milan Trajković   | Cypr          | bieg na 110 metrów przez płotki | 13,25    |